# Форе ле Роа
Форе ле Роа (фр. Forêt-le-Roi) насеље је и општина у Француској у региону Париски регион, у департману Есон која припада префектури Етан.
По подацима из 2011. године у општини је живело 485 становника, а густина насељености је износила 61,08 становника/km². Општина се простире на површини од 7,94 km². Налази се на средњој надморској висини од 153 метара (максималној 156 m, а минималној 108 m).

## Демографија
| 1962. | 1968. | 1975. | 1982. | 1990. | 1999. | 2011. |
| ----- | ----- | ----- | ----- | ----- | ----- | ----- |
| 206   | 218   | 264   | 330   | 338   | 357   | 485   |

График промене броја становника у току последњих година